# Štítosemenka
Štítosemenka (Aspidosperma) je rod rostlin z čeledi toješťovité. Jsou to převážně stromy se střídavými nebo i vstřícnými jednoduchými listy. Květy jsou drobné, v bohatých květenstvích. Plody jsou charakteristické, ploché dřevnaté měchýřky obsahující velká plochá semena opatřená nápadným plochým křídlem. Rod zahrnuje asi 100 druhů. Je rozšířen v Latinské Americe od Mexika po Argentinu. Štítosemenky rostou jako běžná součást tropických deštných i opadavých lesů a vyskytují se i na savanách. Mnohé druhy jsou vyhledávaným zdrojem kvalitního dřeva, získávají se z nich třísloviny, barviva aj. Obsahují četné indolové alkaloidy a mají široké využití v domorodé medicíně. U některých alkaloidů byl prokázán antimikrobiální a antimalarický účinek a mají potenciál ve farmacii.

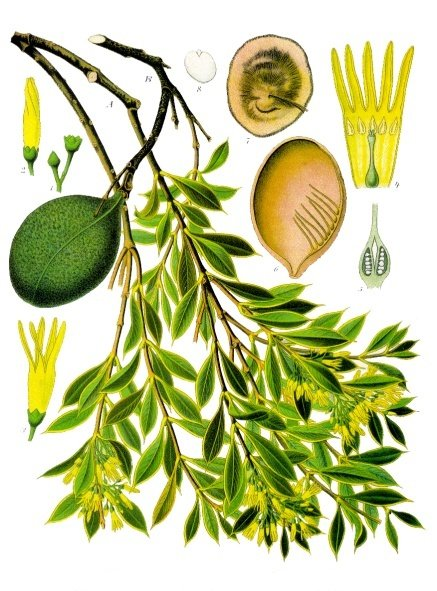
Kresba štítosemenky kebračo z roku 1897

## Popis
Štítosemenky jsou stálezelené nebo opadavé nízké až mohutné stromy dorůstající výšky až 60 metrů, výjimečně keře. Při poranění roní bílý, oranžový nebo červený latex. Některé druhy mají charakteristicky hluboce žlábkované kmeny. Listy jsou jednoduché, většinou střídavé, řidčeji vstřícné nebo přeslenité, někdy vstřícné pouze na koncích větví a jinak střídavé. Většinou jsou řapíkaté, žilnatina je vždy zpeřená. Palisty chybějí. Květenství jsou vrcholová, úžlabní nebo obojí, většinou bohatá, nejčastěji složené vrcholíky, dicházia nebo thyrsy. Kalich je složený z 5 volných, stejných až silně nestejných lístků, někdy jsou 2 vnější laloky srostlé, zvětšené a kalich je čtyřčetný. Koruna je nejčastěji bílá, žlutá nebo zelenavá, vzácně purpurová, nálevkovitá až trubkovitá. Korunní laloky se překrývají směrem doleva. Tyčinky jsou přirostlé přibližně v polovině korunní trubky nebo nad ní a mají velmi krátké nitky. Prašníky jsou většinou úzce vejcovité, se 2 fertilními prašnými váčky, nesrostlé s bliznou. Spojidlo je bez přívěsků. Gyneceum je svrchní nebo výjimečně polospodní, tvořené 2 volnými semeníky obsahujícími několik až mnoho vajíček. Čnělka je nitkovitá a spíše krátká, zakončená kyjovitou nebo poněkud hlavatou bliznou. U některých druhů je v květech žláznatý terč. Plodem je suchý měchýřek nebo souplodí 2 měchýřků. Měchýřky jsou polodřevnaté až dřevnaté, téměř kulovité nebo asymetrické, většinou zploštělé. Semena jsou silně zploštělá, obklopená plochým, papírovitým, pravidelným až silně excentrickým křídlem.

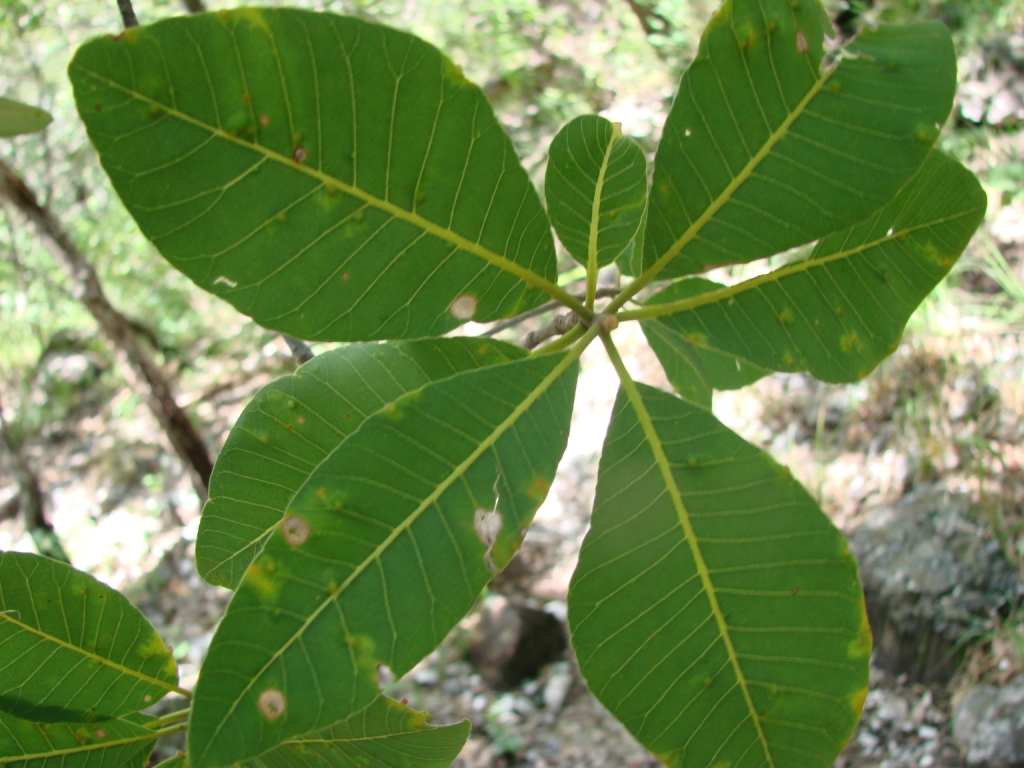
Listy Aspidosperma subincanum
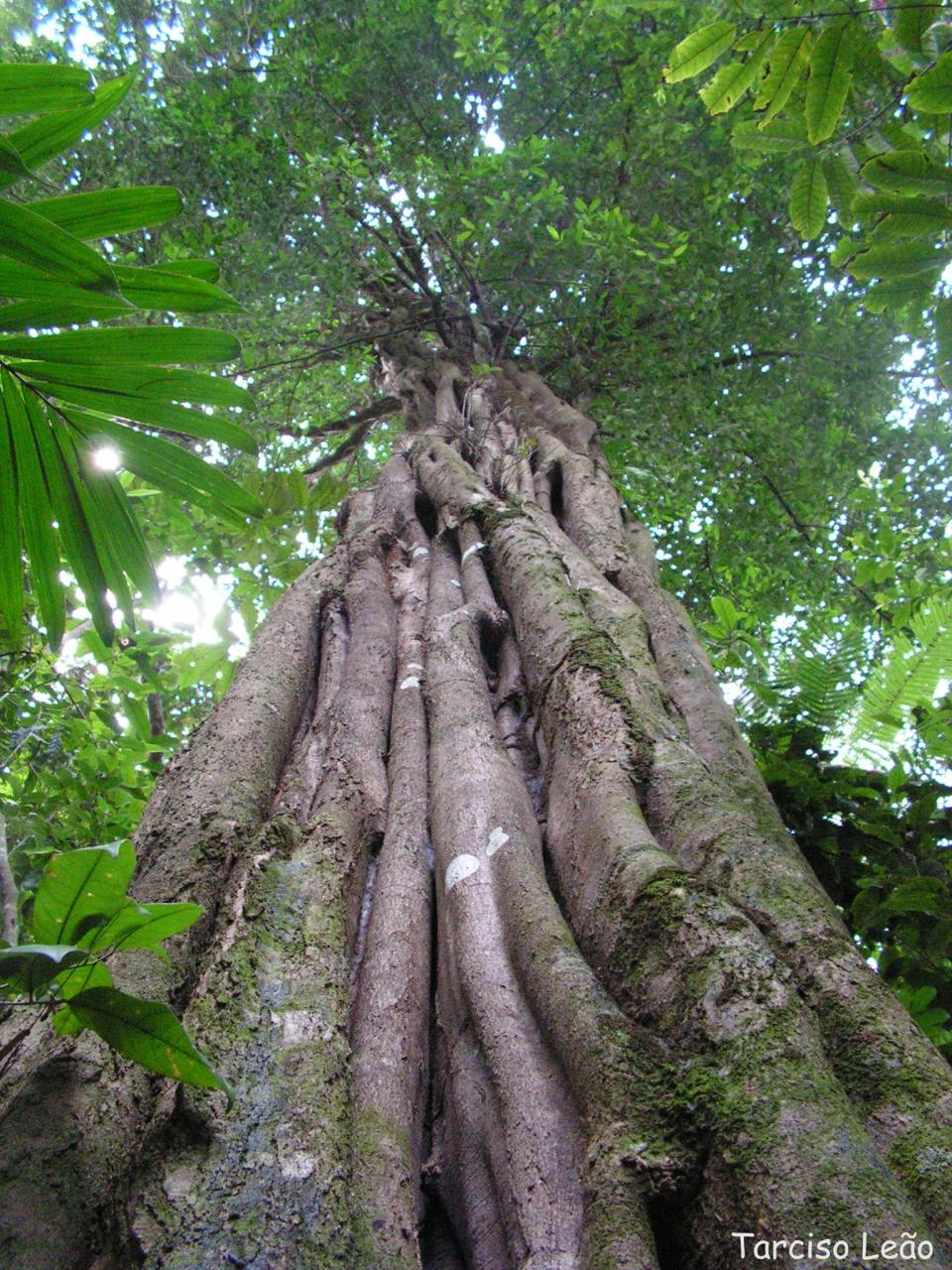
Charakteristicky žlábkovaný kmen A. discolor
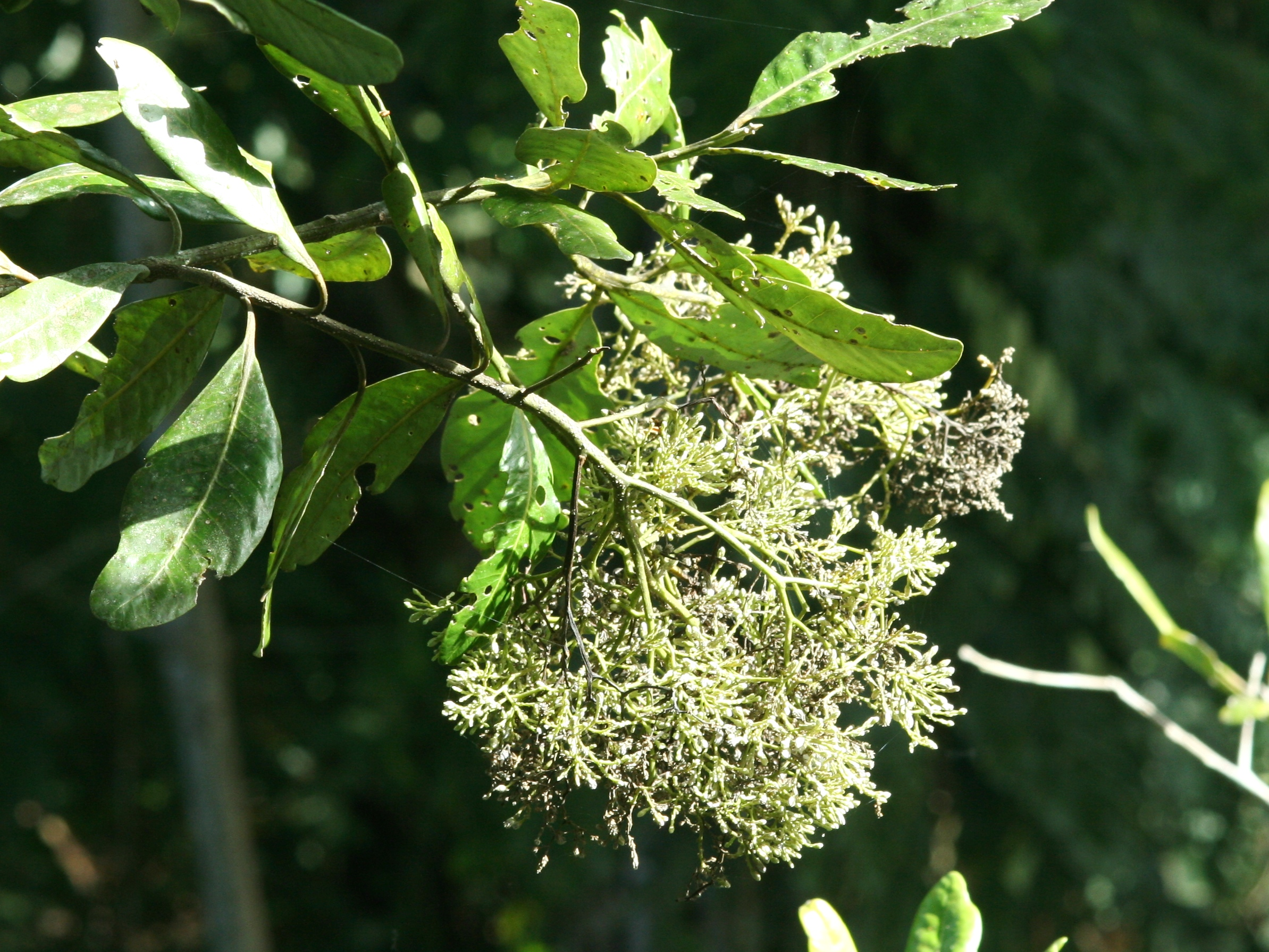
Květenství A. marcgravianum
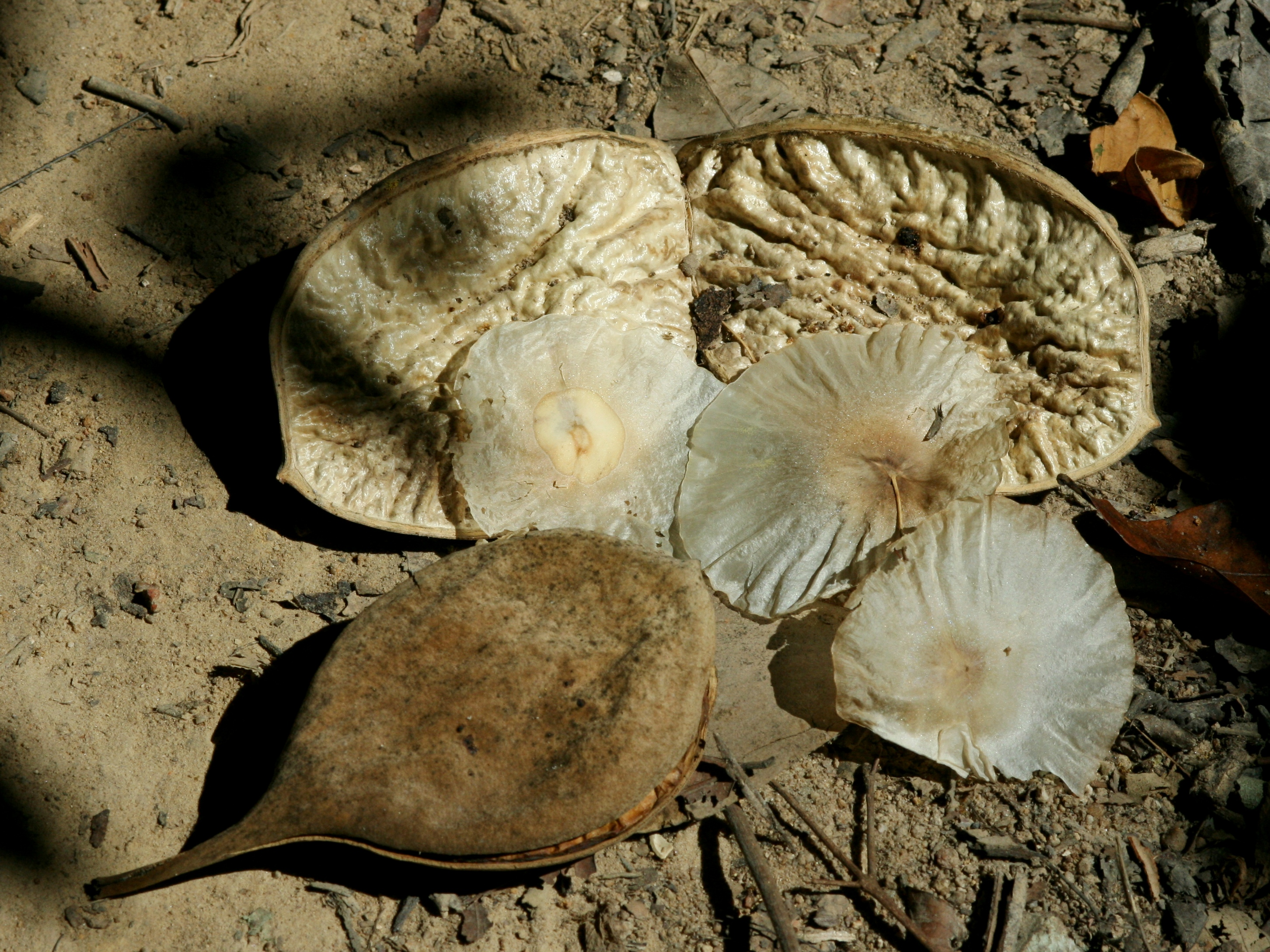
Plody a semena Aspidosperma sp.
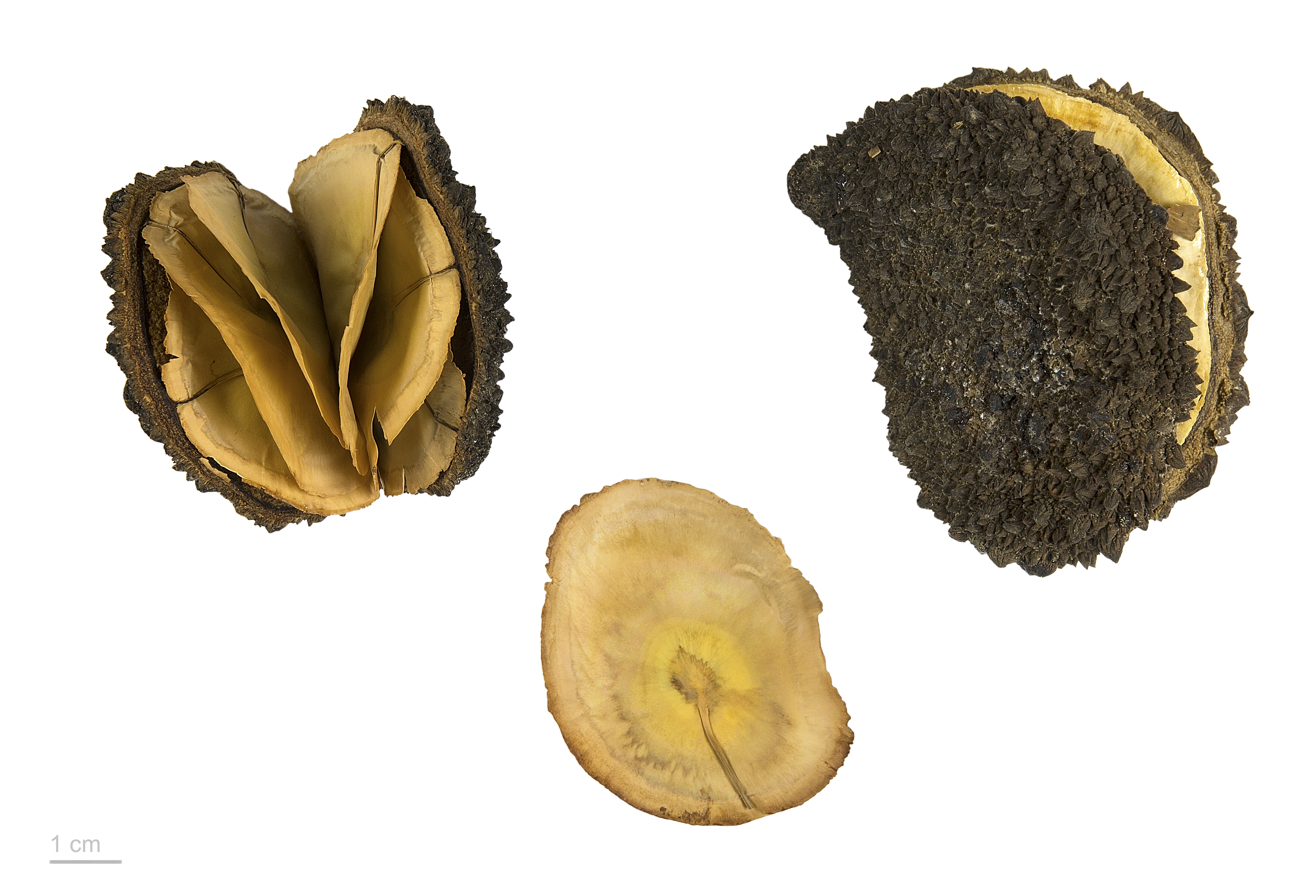
Aspidosperma carapanauba - Museum specimen

## Rozšíření
Rod štítosemenka zahrnuje asi 66 až 100 druhů. Je rozšířen v Latinské Americe od jižního Mexika po Argentinu. Nevyskytuje se v Chile a Salvadoru. Druh Aspidosperma cuspa roste i na Karibských ostrovech Hispaniola a Trinidad. Štítosemenky jsou běžné dřeviny lesů tropické Ameriky, rostou na různých stanovištích v nadmořských výškách do 2000 metrů. Vyskytují se v tropických deštných lesích, sezónně suchých opadavých lesích i na savanách a v galériových lesích.

## Taxonomie
Rod Aspidosperma je v rámci čeledi Apocynaceae řazen do podčeledi Rauvolfioideae a tribu Aspidospermateae. Mezi blízce příbuzné rody ze stejného tribu náleží vesměs rovněž neotropické rody Geissospermum, Haplophyton, Microplumeria, Strempeliopsis a Vallesia.

## Obsahové látky
Mezi významné obsahové látky štítosemenek náleží zejména indolové alkaloidy. Účinné alkaloidy obsahují např. druhy štítosemenka kebračo (A. quebracho-blanco), A. excelsum a A. pyrifolium. Kůra kořenů A. excelsum obsahuje mj. yohimbin, alkaloid používaný jako afrodisiakum.
Z extraktu A. pyrifolium byly izolovány alkaloidy 15-demetoxypyrifolin, aspidofraktinin a N-formylaspidofraktinin, u nichž byl prokázán insekticidní, antibakteriální a hypotenzivní účinek.

## Zástupci
- štítosemenka kebračo (Aspidosperma quebracho-blanco)[8]

## Význam
Mnohé druhy štítosemenek mají kvalitní tvrdé a pevné dřevo a jsou důležitým lokálním zdrojem stavebního dříví. Dřevo je známo např. pod názvem peroba rose (A. polyneuron, syn. A. peroba), pau marfim (A. australe), araracanga (A. megalocarpon) nebo quebracho blanco (A. quebracho-blanco). Ze dřeva a kůry některých druhů se získávají třísloviny nebo žluté barvivo.
Štítosemenky obsahují účinné alkaloidy a mnohé druhy jsou využívány v domorodé medicíně Latinské Ameriky při léčení celé řady nemocí, zahrnujících malárii a jiná horečnatá onemocnění, malomocenství, choleru, astma, bronchitidu, hadí uštknutí a mnohé jiné. Rozmělněné kořeny A. schultesii smíchané s hlínou slouží jako repelent k ochraně dřevěných domů před termity. U řady alkaloidů získaných z těchto rostlin byl prokázán antimikrobiální a antimalarický účinek a mají potenciál ve farmacii.
Některé druhy se pěstují jako okrasné dřeviny a používají se k zalesňování.

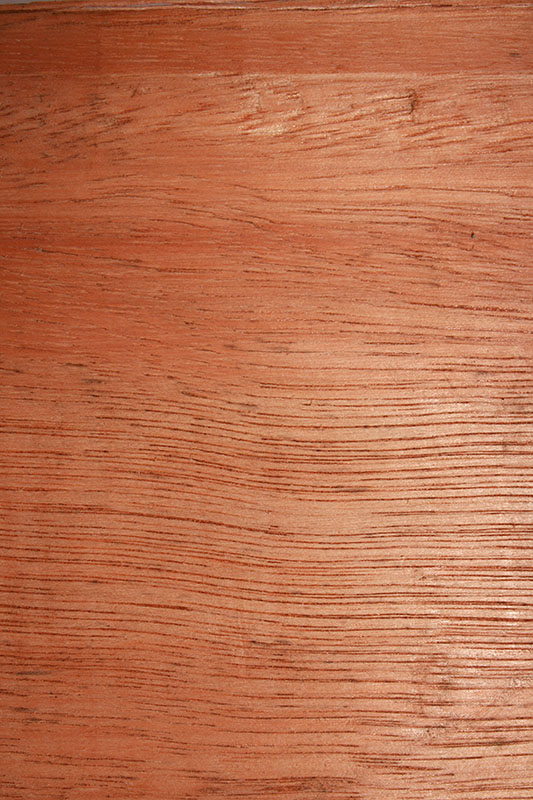
Peroba rose, dřevo Aspidosperma polyneuron
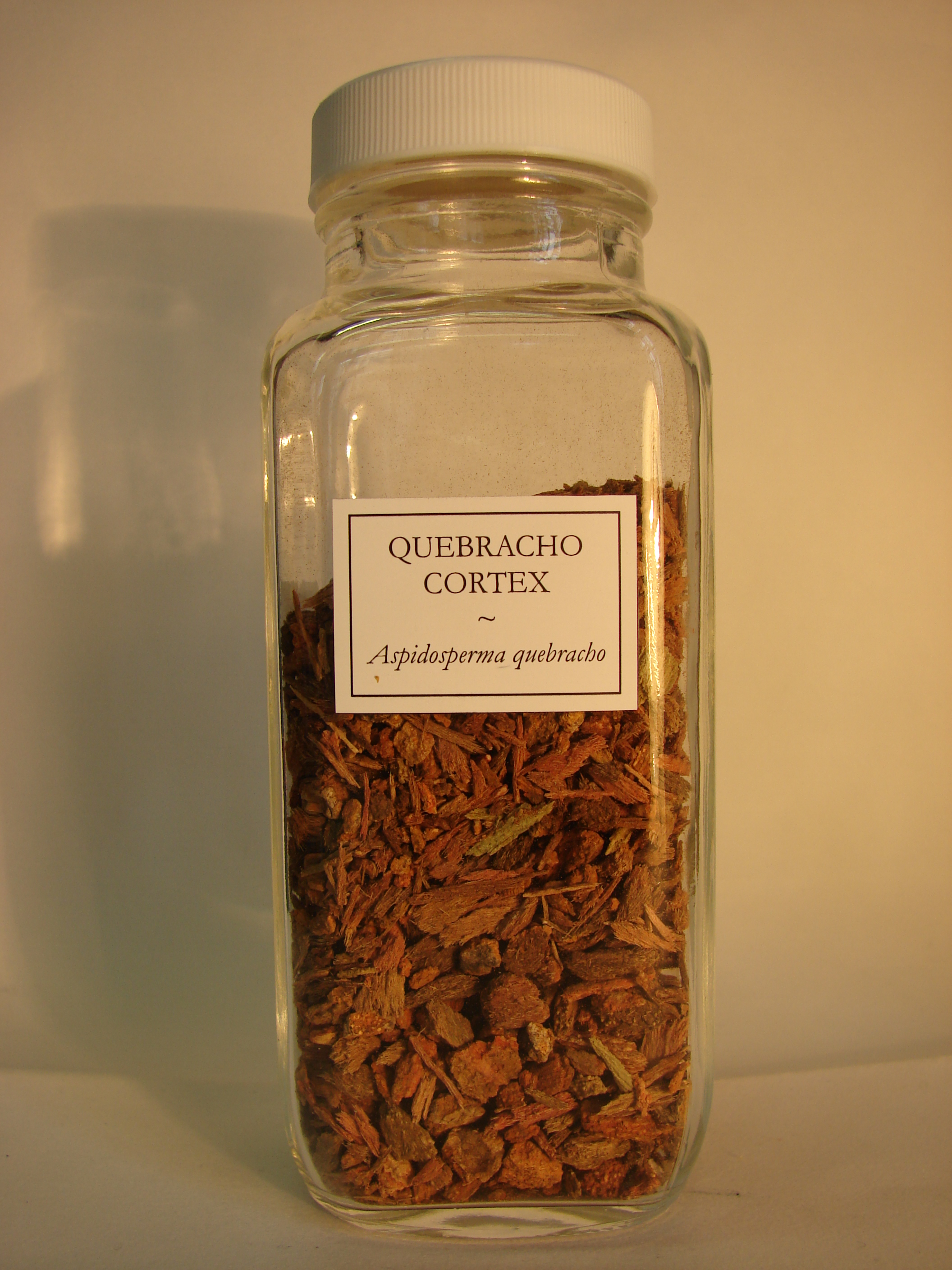
Kůra štítosemenky kebračo
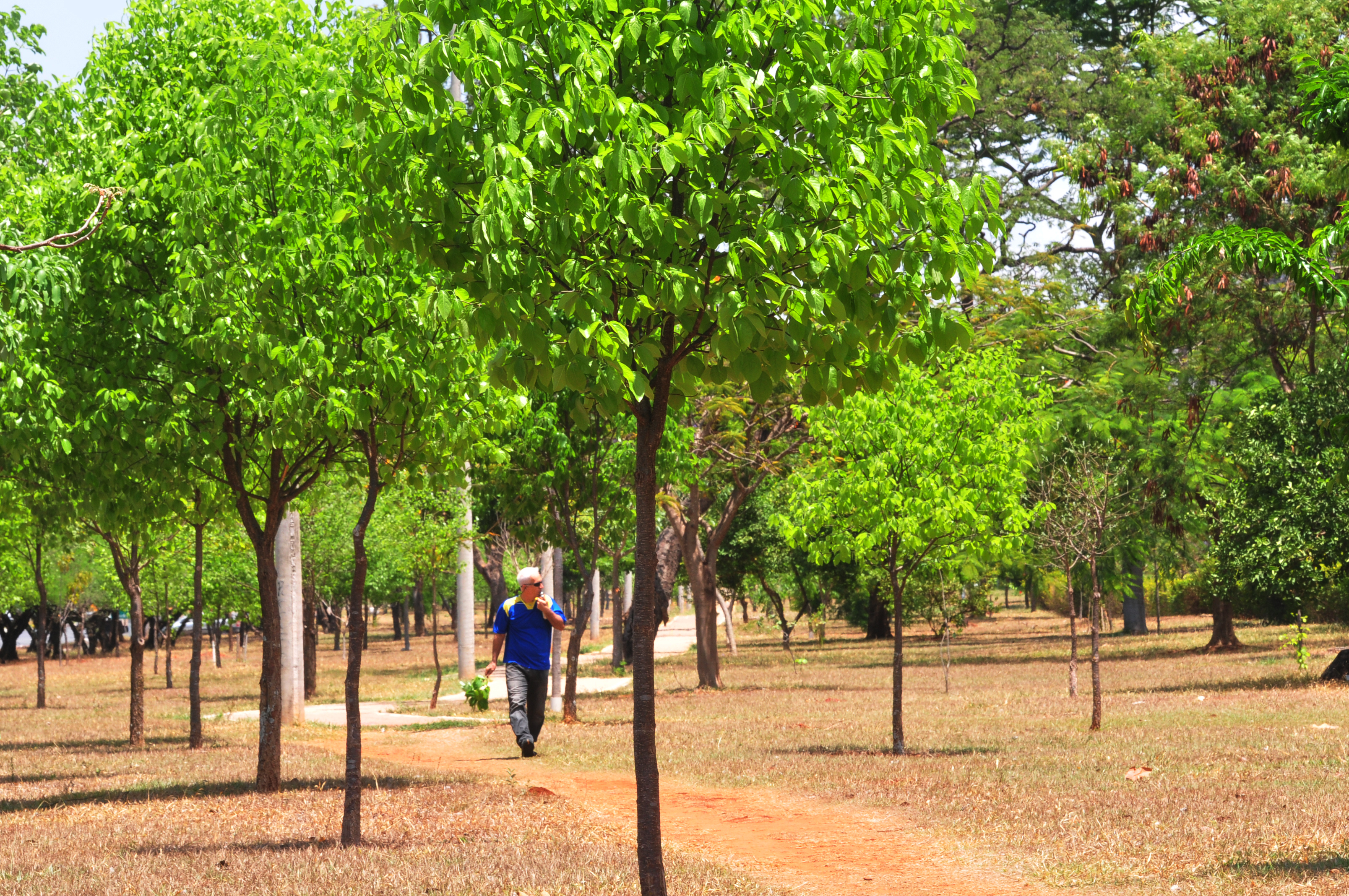
Aspidosperma cylindrocarpon jako pouliční strom v Brazílii